# بيدرو دي بيتانكور
بيدرو دي بيتانكور (بالإسبانية: Pedro de San José Betancur)‏ (مارس 21، 1626، فيلافلور، تينيريفي - 25 أبريل 1667، أنتيغوا غواتيمالا، غواتيمالا) أحد المبشرين الأسبان وقديس في الكنيسة الكاثوليكية.
ولد في جزيرة تينيريفي، وعرف بتدينه. وكانت عائلته الفقيرة عاملة في مجال الزراعة، وفي سن 23 عاما ذهب إلى غواتيمالا كمبشر، حيث أسس مدرسة دينية نظامية. توفي في 25 أبريل 1667 في أنتيغوا بغواتيمالا. تم تطويب بيدرو دي بيتانكور في عام 1980 وطوب من قبل البابا يوحنا بولس الثاني في عام 2002. لهذا السبب فهو أول قديس من جزر الكناري.
يحج المتدينون الكاثوليك إلى كهف هذا القديس حيث كان يرعى قطيعه في فصل الشتاء. ويقع هذا الكهف في جنوب جزيرة تينيريفي. ويحتفل بعيد هذا القديس في 24 أبريل.